# Fédération des Indépendants
La Fédération des Indépendants (en allemand : Verband der Unabhängigen, abrégé en VDU) est un parti politique autrichien, actif de 1949 à 1956. Il est le prédécesseur du Parti autrichien de la liberté.
C'était un parti de tendance néo-nazie.

## Histoire

### Formation
Le parti a été fondé officiellement le 25 mars 1949 par Herbert Kraus et Viktor Reimann. Sa formation avait été encouragée par les gouvernements autrichiens sociaux-démocrates, parce qu'ils ont cherché à diviser les votes de l'extrême droite et à affaiblir les conservateurs du Parti populaire, pour gagner une majorité parlementaire en Autriche. Le lendemain, l'assemblée constituante a eu lieu à Salzbourg, puis dans la zone d'occupation américaine. Herbert Kraus a été élu président (Bundesobmann), tandis que Viktor Reimann, Josef Karoly, Karl et Karl Winkler Hartleb ont été nommés vice-présidents (Bundesobmann-Stellvertreter). Kraus a été chef du parti jusqu'en 1952.
Le VdU se considérait comme représentant les intérêts des membres de l'ancien Parti nazi, expulsés d'Europe centrale et d'Europe de l'Est, pour le retour des prisonniers de guerre et de divers autres mécontentements de la population autrichienne. Bien que proche du Parti populaire autrichien, le parti a également préconisé le libéralisme individuel, et ne se préoccupait pas beaucoup de la "question catholique". Le VdU a soutenu l'abolition des lois limitant les activités politiques des anciens nazis.
Le parti revendiquait l'identité allemande de l'Autriche.

### Succès électoral et déclin
Aux élections de 1949, il a obtenu 11,7 % des voix et 16 sièges au Conseil national. La « stratégie » des socialistes de création d'une scission dans le vote non socialiste a donc échoué, à la fois avec les sociaux-démocrates et avec le Parti populaire qui perd également au profit du VdU. Le parti a attiré plus de soutien dans des régions où avant-guerre le parti du milieu rural Landbund avait été enraciné[réf. souhaitée], et dans les villes avec un pourcentage élevé d'anciens nazis. À l'élection de 1953, sa part du vote a légèrement baissé à 10,9 % et 14 sièges au Conseil national.
Peu de temps après sa fondation, le parti a vu le début d'un lourd conflit interne entre l'approche plus libérale des fondateurs Kraus et Reimann et la faction nationaliste allemande centrée autour de l'ancien général de la Luftwaffe Gordon Gollob. Cela a conduit à l'effondrement du parti, qui a été absorbé par le nouvellement fondé Parti autrichien de la liberté d'Anton Reinthaller en 1956.

## Membres notables
- Gordon Gollob
- Friedrich Peter
- Lothar Rendulic

## Résultats électoraux

### Élections au Conseil national
| Année | Voix   | Mandats  | Rang | Gouvernement |
| ----- | ------ | -------- | ---- | ------------ |
| 1949  | 11,7 % | 16 / 165 | 3e   | Opposition   |
| 1953  | 11,0 % | 14 / 165 | 3e   | Opposition   |

### Élections présidentielles
| Année | Candidat          | 1er tour    | 2e tour |
| ----- | ----------------- | ----------- | ------- |
| 1951  | Burghard Breitner | 15,4 % (3e) |         |